# 萊夫爾克羅斯鎮區 (北卡羅萊納州蘭道夫縣)
萊夫爾克羅斯鎮區（英語：Level Cross Township）是位於美國北卡羅萊納州蘭道夫縣的一個鎮區。

## 地方資料
萊夫爾克羅斯鎮區的面積為42.99平方千米，皆為陸地。根據2020年美國人口普查的數據，當地共有人口4400人，而人口密度為每平方千米102.35人。